# Aïn Kechra
Aïn Kechra (în arabă عين قشرة) este o comună din provincia Skikda, Algeria.
Populația comunei este de 24.572 de locuitori (2008).